# Deutscher Musikpreis
Der Deutsche Musikpreis wurde 1979 vom Deutschen Musikverleger-Verband (DMV) und vom Gesamtverband Deutscher Musikfachgeschäfte (GDM) gestiftet. Mit diesem Musikpreis sollen „besondere Verdienste um die deutsche Musik“ ausgezeichnet werden.
Seit 2008 verleiht der DMV die Auszeichnung allein, die Jury besteht aus dem Vorstand des Verbands. Die Dotierung betrug zuletzt 10.000 Euro (2012).

## Preisträger
- 1982 RIAS Jugendorchester
- 1985 Peter Maffay
- 1989 Richard Jakoby
- 1993 Die Prinzen
- 1997 Bundesjazzorchester
- 2000 Rolf Zuckowski
- 2004 Udo Jürgens
- 2008 Bundesjugendorchester
- 2012 Dieter Thomas Heck